# Slow motion
A slow motion (a. m. lassú mozgás) egy filmkészítési technika, amikor úgy tűnik a néző számára, hogy lelassult az idő. Ezt úgy érik el, hogy azonos idő alatt sokkal több képkockát vesznek fel, s így normál visszajátszáskor lassított mozgás lesz látható.

## A technika eredete
A technika egy osztrák lelkész, bizonyos August Musger nevéhez fűződik. Munkáját 1907-ben mutatta be a nagyközönségnek.

## Slow motion
Mára a technika elterjedt és számtalan műalkotásban lehet találkozni vele. Különösen az akciófilmek rendezői szeretik. A japán Akira Kurosawa A hét szamuráj című filmben használja a technikát, de a Mátrix alkotói is éltek vele a drámai hatás fokozása végett a híressé vált lövedék elkerülési jelenetben.

## A slow motion technikája
A slow motion kétféle úton érhető el: lassított lejátszással és/vagy az idő elnyújtásával. Előbbi esetben a vetítéskor a sebességet másodpercenként 10 képkockára lassítják, a második esetben pedig minden második képkockát kivesznek a filmből és új képkockákkal (rendszerint az azt megelőzővel) helyettesítik, így a hatás ugyanaz, mint az első esetben: lelassul a vetített mozgás.
Slow motion készítésének egy másik technikája a nagysebességű kamerával történő felvétel, amely a hagyományos kamerához képest (25 képkocka/másodperc) több képkockát rögzít egy másodperc alatt (50, 100 vagy akár több tízezer képkocka/másodperc sebességgel). Az eljárás a filmekben speciális hatások elérését teszi lehetővé, de akár a szabad szemmel nézve túl gyors folyamatok részletes megfigyelésére is lehetőséget ad - például a műszaki diagnosztika területén.

## Fordítás
Ez a szócikk részben vagy egészben  a   Slow motion című angol Wikipédia-szócikk fordításán alapul.  Az eredeti cikk szerkesztőit annak laptörténete sorolja fel. Ez a jelzés csupán a megfogalmazás eredetét és a szerzői jogokat jelzi, nem szolgál a cikkben szereplő információk forrásmegjelöléseként.